# Angelo Puccinelli
Pour les articles homonymes, voir Puccinelli.
Angelo Puccinelli (Lucques, ... - ...) est un peintre italien documenté à Lucques entre 1365/1380 et 1407.

## Biographie
Angelo Puccinelli a fait sa formation à Sienne où il est documenté en 1380 et où il subit l'influence de Lippo Memmi.

## Œuvres
- Mariage mystique de sainte Catherine et saints, triptyque, Musée de la villa Guinigi de Lucques,
- Triptyque de Saint Michel archange, Pinacothèque nationale, Sienne,
- Madone et Saints (1393), polyptyque, église paroissiale, Varano,
- Sainte Catherine et saint Regulus, tempera et or sur bois de 81,3 × 51,4 cm, panneau de polyptyque démembré, Paul Getty Museum, Los Angeles[1],
- Saint Jean-Baptiste et sainte Marie-Madeleine, panneau de polyptyque démembré, Petit Palais d'Avignon[2],
- Vierge à l'Enfant, église Santi Quirico e Giulitta, Veneri, Pescia,
- Dormition (1386), Santa Maria Forisportam, Lucques,
- Vierge à l'Enfant avec anges et saints, Lindenau-Museum, Altenburg,
- Mort et Assomption de la Vierge (1386), église Santa Maria Forisportam, Lucques.

## Sources
- (it) Cet article est partiellement ou en totalité issu de l’article de Wikipédia en italien intitulé « Angelo Puccinelli » (voir la liste des auteurs).